# Pionerjernbane
En pionerjernbane eller pionerbane var en type jernbane i Comecon-landene, der primært blev drevet af medlemmer af de respektive kommunistiske partiers ungdomsorganisationer, og som især var udbredt i DDR, Ungarn og Sovjetunionen. Navnet pionerjernbane kommer af, at ungdomsorganisationernes medlemmer i mange Comecon-lande blev betegnet "pionerer". Mange af pionerjernbanerne findes stadig men kaldes nu officielt for parkjernbaner i det tidligere DDR, da banerne netop ligger i parker, mens man i andre lande ofte kalder dem for "børnejernbaner".
Pionerjernbaner er ligesom parkjernbaner i forlystelsesparker opbygget med smalspor og materiel, der er så stort, at passagerne kan sidde i dem. Sporvidderne er typisk 600 mm og 750 mm, men andre forekommer også så som ved Parkeisenbahn Dresden, hvis sporvidde på 381 mm er den mindste.

## Pionerjernbaner i DDR
I 1950 blev der med enkle midler åbnet en børnejernbane i Großer Garten i Dresden i anledning af "Tag des Kindes" (Børnenes dag). Banen skulle oprindeligt kun have eksisteret et år. 1. maj 1951 blev banen imidlertid ændret til DDR's første pionerjernbane og desuden forlænget. Efterfølgende blev der anlagt yderligere 11 pionerjernbaner i DDR.
Grundlaget for byggeri og drift af pionerjernbaner var siden 1980 Bau- und Betriebsordnung für Pioniereisenbahnen (BOP). Den "regulerer udvikling, forberedelse og bygning af nyanlæg, udvidelser og ændringer, istandsættelse af bane og materiel samt gennemførelse af driften, kvalificering og udførelse af tjenesten for de ansvarlige for driften". Af § 45 fremgik det hvem, der kunne være med: "Børn og unge fra 4. til 12. skoleår og lærlinge under 18 år kan blive medarbejdere ved pionerjernbaner. De må være duelige, uddannede, prøvede og indsat i deres opgaver. De må kun være aktive under overvågning af en professionel jernbanemedarbejder."
I DDR tilhørte banerne byerne med undtagelse af Pioniereisenbahn Berlin, der periodevis tilhørte Deutsche Reichsbahn (DR). Driften blev varetaget af pionerorganisationernes medlemmer med støtte fra DR. Strækningerne var med undtagelse af et stykke i Dresden alle enkeltsporerede, var ofte anlagt som ringbaner eller var forsynet med de for jernbaner ellers sjældne vendesløjfer.
Før et barn kunne være med, var det nødvendigt med tilladelse fra forældrene og et vidnesbyrd fra skolen. Der var to uddannelsestrin ved pionerjernbanerne: en grunduddannelse for eleverne indtil 7. klasse og en såkaldt komplet uddannelse fra 8. klasse. Efter grunduddannelsen måtte børnene blandt andet arbejde som togbetjent, ledvogter og billetsælger. Efter komplet uddannelse kunne de desuden arbejde som fungerende, togfører og bestyrer af blokposter. Fra 9. klassen kunne interesserede elever desuden erhverve kvalifikationer til at blive ledsager på lokomotivet og til brigadeleder. Uniformerne svarede med enkelte afvigelser til dem hos DR. Desuden kunne yngre medarbejdere gå i korte bukser. Et P på skulderdistinktionen viste forskellen fra DR's medarbejdere. For hver to tjenesteår var der en stribe på skulderdistinktionen.
Pionerjernbanerne havde også til formål at gøre børn og unge bekendt med jernbanedriften og forberede dem på et senere valg af erhverv til fordel for jernbanerne. Flere parkjernbaner fik desuden formidlet mange elever fra de ældre årgange af erhvervsvejledningen. Ikke så få medarbejderne fra pionerjernbaner valgte senere at søge job hos de rigtige jernbaner eller andre trafikselskaber.
Med undtagelse af banen i Magdeburg findes alle de tidligere tyske pionerjernbaner stadig. Det er dog ikke alle, der kører regelmæssigt, ligesom mange af dem nu kun har få eller ingen børn og unge blandt medarbejderne. Det længste spornet har Berliner Parkeisenbahn med 7,5 km. Andre baner finder man for eksempel i Dresden, Leipzig, Cottbus og Plauen.

## Pionerjernbaner i andre lande
Den første pionerjernbane blev åbnet i Moskva i 1932, men den blev dog indstillet året efter. Den første pionerjernbane med permanent drift blev åbnet 24. juni 1935 i Tbilisi i Georgien. Ved Sovjetunionens ophør fandtes der i alt 52 sådanne baner i hele landet, hvoraf mange stadig er i drift. De har som regel en sporvidde på 750 mm og blev drevet af de sovjetiske statsbaner.
I Ungarn etablerede allerede i 1945 pionerjernbaner efter sovjetisk forbillede med henblik på uddannelse af kommende medarbejdere til de ungarske statsbaner. En af de mere kendte er en 11,2 km lang bane der blev åbnet i 1948 ved Budapest. I 1990 blev den og andre baner som i Debrecen, Pécs og Tiszakécske omdøbt til børnejernbaner (Gyermekvasút).
Der blev også etableret pionerjernbaner i de andre østbloklande.